# Polytelis alexandrae
El perico princesa (Polytelis alexandrae)  es una especie de ave psitaciforme de la familia de los Psittaculidae endémica de Australia. 

## Descripción

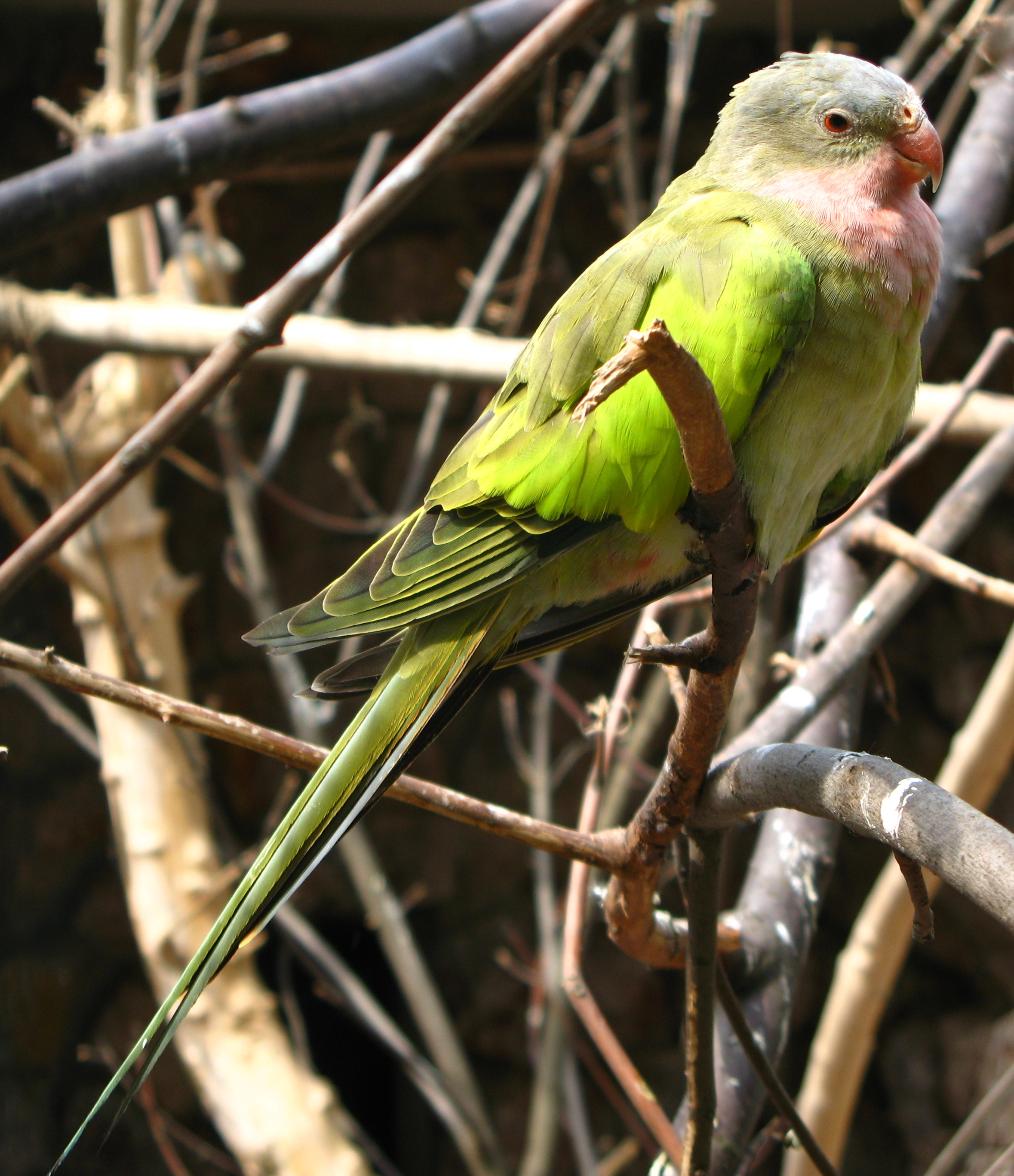
Ejemplar en cautividad.

El perico princesa mide alrededor de 45 cm de longitud, incluida su larga y estrecha cola (machos algo más grandes). Su plumaje es principalmente verde aunque tiene la garganta y las mejillas rosadas, el píleo azulado claro y los hombros verdes amarillentos. La esbelta figura del perico princesa, con las alas largas y estrechas y la cola puntiaguda son probablemente adaptaciones a la vida nómada en los desiertos de Australia. Su vuelo es ondulante, con aleteos irregulares, mientras se desplaza entre los escasos árboles de su árido hábitat, o sigue las hileras de eucaliptos que marcan la presencia de un riachuelo. También se lo ve entre los matorrales y acacias. La mayor parte del día la pasa sobre el suelo buscando las pequeñas semillas de hierbas y otras plantas que forman su dieta. También come flores de los árboles y bayas de muérdago. Es poco ruidosa, con un suave gorjeo y un reclamo más áspero y vibrante. Cuando se alarma, se eleva volando y se posa formando hileras a lo largo de una rama, haciendo así su silueta menos conspicua.

## Comportamiento y hábitat
Es una especie nómada que se extiende por el seco interior de Australia. Vive en las regiones áridas arboladas y de matorral con eucaliptos, acacias, matas de Triodia, etc. Se alimentan principalmente de semillas de las hierbas y los matorrales. Se muestras agresivos con los depredadores a los que acosan en grupo si se acercan. 

### Reproducción
Anidan en cavidades de los árboles, donde ponen entre cuatro y seis huevos blancos que incuban durante 19 días. Los polluelos dejan el nido alrededor de 35 días tras la eclosión. Es una especie que cría de forma oportunista y las parejas suelen anidar cuando hay más abundancia de comida.